# Odyseja kosmiczna
Odyseja kosmiczna (ang. Space Odyssey) – cykl czterech powieści science-fiction Arthura C. Clarke'a oraz dwóch filmów.

## Książki w serii
| Numer w serii | Polski tytuł                    | Oryginalny tytuł        | Oryginalny nr ISBN | Polski nr ISBN         | Data oryginalnego wydania |
| ------------- | ------------------------------- | ----------------------- | ------------------ | ---------------------- | ------------------------- |
| 1             | 2001: Odyseja kosmiczna         | 2001: A Space Odyssey   | ISBN 0-451-45799-4 | ISBN 978-83-89640-95-6 | 1968                      |
| 2             | 2010: Odyseja kosmiczna         | 2010: Odyssey Two       | ISBN 0-345-41397-0 | ISBN 978-83-89640-95-6 | 1982                      |
| 3             | 2061: Odyseja kosmiczna         | 2061: Odyssey Three     | ISBN 0-586-20319-2 | ISBN 978-83-89640-99-4 | 1987                      |
| 4             | 3001: Odyseja kosmiczna – finał | 3001: The Final Odyssey | ISBN 0-345-43820-5 | ISBN 978-83-61516-02-6 | 1999                      |

## Filmy
- 2001: Odyseja kosmiczna (2001: A Space Odyssey) – reżyseria Stanley Kubrick
- 2010: Odyseja kosmiczna (2010: The Year We Make Contact) – reżyseria Peter Hyams

## Inne
- 2013: Odyseja kosmiczna – film animowany